# Crise économique asiatique
La crise économique asiatique est une crise économique qui touche les pays de l’Asie du Sud-Est et les pays avoisinants la région à partir de juillet 1997. Cette crise se propage, quoique de manière diluée, à d’autres pays émergents, dont notamment la Russie, l'Argentine et le Brésil. Cette crise est due aux déséquilibres macroéconomiques accumulés par les pays asiatiques qui ont bénéficié d'un afflux massif de capitaux étrangers dans les années 1980 et 1990.

## Causes
Les pays d'Asie du Sud-Est connaissent une croissance rapide dans les années 1980 et 1990. La libéralisation économique permet d'assurer une mobilité totale des capitaux ; les capitaux étrangers affluent, et les pays s'endettent. La dette extérieure de la région gonfle, et les entrées de capitaux provoquent une surévaluation des taux de change des monnaies nationales.
Le cas le plus classique est celui de la Thaïlande. Se réformant au début des années 1980, elle mène une politique de change fixe face au dollar américain, c'est-à-dire que la Banque de Thaïlande défend la parité de la monnaie sur les marchés de devises. La stabilité du taux de change donne confiance aux investisseurs étrangers, qui y placent de plus en plus de capitaux. La croissance est tirée vers le haut, avec 12% en 1990, puis 8,5% en 1995. Le pays doit toutefois importer des biens qu'il ne produit pas, rendant la balance courante déficitaire. La vague de libéralisation qui commence en 1993 permet au pays d'ouvrir davantage ses frontières aux capitaux, et aux banques d'emprunter en monnaie étrangère, dont, surtout, en dollar.
L'afflux massif de capitaux alimente une bulle immobilière, ainsi qu'une appréciation du baht vis-à-vis du dollar et du yen qui fait perdre de la compétitivité au pays. D'intenses transactions agressives de fonds spéculatifs américains, pour réduire le cout de leur crédit en baht, ont tendance à faire chuter le baht. Afin d'éviter une surchauffe de l'économie et ne pouvant plus soutenir sa monnaie, la banque centrale augmente les taux d'intérêt et fait flotter le baht à la suite des conditions du FMI. Le dollar s’apprécie fortement et les banques thaïlandaises qui avaient emprunté dans cette monnaie se retrouvent dans l'impossibilité de rembourser leurs emprunts. La balance commerciale se dégrade, les faillites se multiplient, et une panique financière fait fuir les capitaux.
Cette crise produit un effet domino sur les pays les plus liés à la Thaïlande. La Malaisie, les Philippines et l'Indonésie sont frappées de plein fouet ; les dettes privées et les dettes extérieures explosent. Taïwan voit sa monnaie se déprécier de plus de 45 % par rapport au dollar en l'espace de trois semaines. Brunei, Singapour, Taïwan et le Viêt Nam ont été moins touchés, bien que tous aient souffert d'une baisse de la demande et d'une perte de confiance en la région. En revanche, la Chine a joué un rôle stabilisateur décisif en maintenant le taux du yuan contre le dollar.

## Le développement économique rapide des pays asiatiques de 50 a 97
La situation économique de ces pays dans les années 1950 n’est guère florissante à part pour le Japon. En effet, malgré sa destruction économique après la Seconde Guerre mondiale, ce dernier réussit rapidement à remonter les échelons pour devenir une grande puissance économique enregistrant en 1972 un PNB de 290 milliards de dollars comparativement à 1,3 milliard en 1946. Peu après, créant un « effet domino », les pays de proximité commencent aussi à voir une croissance économique rapide. Ce sont les « dragons » (Corée du Sud, Taïwan, Singapour, Hong Kong) et les « tigres » (Indonésie, Malaisie, Thaïlande et Philippines) qui ont beaucoup profité de cette période pour sauver leurs économies. C’est durant cette période qu’on adopte le terme « miracle asiatique » pour décrire la région tout en tentant d’expliquer cette croissance économique rapide. Un des facteurs explicatifs est la stabilité macroéconomique de la région : « À partir des années 60, les pays asiatiques ont connu une importante stabilité macroéconomique sur les plans suivants : inflation stable, déficits budgétaires relativement faibles et évolution relativement stable du taux de change ». Ensuite, plusieurs facteurs centrés sur un nouveau modèle d’exportation, qui est en croissance rapide dans la région, contribuent à l’essor de ces pays. En effet, il y a une diversification dans les produits exportés qui permet de stabiliser les revenus dans le secteur ainsi qu’une sophistication technologique qui assure des produits de qualité. La Banque mondiale surligne certains facteurs ayant conduit à la croissance économique impressionnante de la région notamment dans l’investissement dans les secteurs privés ainsi que dans l’éducation. La Banque mondiale juge en 1993 les politiques asiatiques vertueuses, encourageant à l’épargne (crédit à la consommation, taux d’intérêts élevés pour éviter l’inflation, préservation de l’agriculture, effort de formation de la main d’œuvre) (88 % de la population coréenne passée par le cycle secondaire). L’État intervient et soutient l’économie, notamment dans les secteurs de l’énergie et des transports.
Dans les années 1990, ces économies prospères et en pleine croissance attirent les investissements étrangers. Sous la pression de l’OMC et du FMI, ces pays acceptent de déréglementer leurs marchés financiers, ce qui facilite les mouvements de capitaux, dans les deux sens, mais aussi le développement de la dette de ces pays.
Ainsi, entre 1993 à 1996, les dettes étrangères des quatre grandes économies de l'Association des nations de l'Asie du Sud-Est (ASEAN) ont augmenté de 100 % de leur PIB à 167 % et ont même grimpé au-delà de 180 % de leur PIB au maximum de la crise. En Corée du Sud, le ratio est passé de 13 à 21 %, et est même monté jusqu'à 40 % du PIB. Seules la Thaïlande et la Corée du Sud ont évité une hausse des paiements d'intérêts sur la dette extérieure par rapport aux exportations.

## La place et le rôle de la Banque mondiale et le Fonds monétaire international (FMI)
Le FMI (Fonds Monétaire International), créé en 1945 par les pays riches conformément aux recommandations de Bretton Woods, a été mis en place afin de développer le commerce international entre les pays par la levée des mesures protectionnistes (droits de douane, quotas et autres barrières) et de prévoir et gérer des crises économiques notamment dans les pays en développement. Le fonds a donc dû jouer un rôle avant et après la crise asiatique de 1997. Le FMI avait mis en place, à la suite de la crise mexicaine, des stratégies afin de s’assurer de prévoir et éviter ces crises se centrant sur la SDDS (Special data dissemination standard). Il s’agit d’un programme qui a pour but d’aider les pays impliqués à diffuser leurs données financières en toute transparence. Ce programme, bien intentionné, a prouvé ses défauts à la suite des événements qui ont conduit à la crise de 1997. En effet, les pays les plus touchés par la crise (Thaïlande, Corée du Sud, l'Indonésie et la Malaisie) n’ont pas été très transparents dans leurs rapports sur leur niveau d’endettement. Malheureusement, cela a conduit le FMI et d’autres fondations, comme la Banque mondiale, à se tromper sur la situation réelle de ces nations. Par exemple, un rapport de la Banque mondiale (BM) estimait en 1993 que l’Asie du Sud Est était entrée à une croissance saine et forte (9 % sur les 10 dernières années), et notait qu’elle avait divisé par trois son taux de pauvreté en 30 ans (cas marquant de l’Indonésie). La plupart de ces pays suivent en réalité des politiques budgétaires très raisonnables.
Cependant, jusqu'en 1999, l'Asie attire près de la moitié de tous les flux de capitaux vers les pays en voie de développement. Par conséquent, la crise financière asiatique diffère fondamentalement de crises typiques, en étant une crise du compte de capital et non une crise de la balance courante. Malheureusement, cette conception erronée a conduit le FMI à proposer des réponses inappropriées - qui ont aggravé la crise.
Dans une crise du compte de capital, la force motrice est composée des flux de capitaux. Les entrées massives de capitaux dépassant le déficit du compte courant, stimulent d'abord l'économie par l'expansion monétaire et du crédit, une reprise cyclique et la consommation domestique. Ceci augmente encore le déficit du compte courant. En outre, ces entrées de capitaux sont à court terme et en devises étrangères et par conséquent, l'Asie de l'Est est exposée à une double discordance sérieuse (en monnaie commune et un décalage en échéances). Par conséquent, les strictes mesures d'austérité macroéconomique ont déclenché une fuite massive de capitaux, des taux de change plongeant, l'effondrement de la demande intérieure et une spirale de faillites massive de banques et entreprises.

### «Éclatement de la bulle»
Le terme « miracle asiatique » augmente la popularité de l’Asie et des investisseurs étrangers, attirés par le potentiel des gains importants, commencent à placer des capitaux en masse dans des entreprises privées un peu partout dans la région de l’Asie du Sud-est. C’est avec ces capitaux que les nations asiatiques ont pu échapper aux jérémiades des économistes[pas clair] sur le taux de change irréaliste. En effet, plusieurs pays de la région, aveuglés par les investissements, surévaluent leur monnaie en les rattachant au dollar américain. Cela signifie qu’on donnait la même valeur à un baht thaïlandais qu’à un dollar américain, même si cela ne faisait aucun sens du fait de la situation économique du pays. Des doutes commencent à se propager lorsqu’on « s’aperçoit que les crédits ont augmenté beaucoup plus vite que cela n’était économiquement justifié ; que les créances douteuses se sont accumulées et dangereusement multipliées ; que la qualité des portefeuilles de nombreuses institutions financières est très insuffisante ; et que le secteur financier, qui traverse une période de réforme longue et douloureuse, a besoin d’un apport massif de fonds publics ». C’est durant l’été 1997 que les investissements étrangers, si importants pour la Thaïlande, sont retirés rapidement et en masse. Face à la fuite des capitaux et aux ventes de bahts, les autorités tentent de défendre leur monnaie (23 milliards de dollars épuisés par la Banque centrale thaïlandaise), mais le 2 juillet cette dernière décide de laisser flotter sa monnaie. La défiance des spéculateurs se reporte alors sur les autres monnaies de la zone (peso philippin, ringgit malais, roupie indonésienne) et les capitaux fuient le continent.
Cette défiance est encore aggravée par les experts économiques internationaux. La plupart réclament que les mécanismes du marché jouent seuls, et qu’aucune institution n’intervienne pour juguler ou limiter les effets de la crise. C’est entre autres le cas de Milton Friedman, de la banque Morgan Stanley, l’administration Clinton considérant la crise comme « de menus écueils » et refusant à ces pays l’aide du Trésor américain, comme celle proposée au Mexique lors de la crise tequila en 1994.
La perte de confiance dans les monnaies asiatiques s'étend et entraîne la dépréciation de la roupie indonésienne, du ringgit malais et du peso philippin. À l'automne, la crise s’étend à la Corée du Sud, Taïwan, Singapour et Hong Kong. Cette perte de confiance rapide est accentuée par le rapprochement dans les mêmes produits financiers des valeurs de toute la région,,. La situation financière des banques et des entreprises locales, qui étaient fortement endettées à court terme en dollars et en yens, s'est rapidement détériorée.
L'insolvabilité d'un grand nombre d'entre elles ainsi que la fuite des capitaux ont entraîné un repli du crédit et de l'activité économique entre la fin de l'année 1997 et le début de l'année 1998, empêchant les pays concernés d'exploiter les avantages de compétitivité procurés par la dépréciation de leur monnaie,.

### La crise se transmet aux bourses
Les flottements des monnaies laissent alors penser à leur dévaluation ou dépréciation rapide, les investisseurs récupèrent donc leurs actifs libellés en ces mêmes monnaies devenues trop volatiles.
|                 | Malaisie | Indonésie | Thaïlande | Philippines |
| --------------- | -------- | --------- | --------- | ----------- |
| Monnaie         | 25 %     | 50 %      | 43 %      | 27 %        |
| Indice boursier | 35 %     | 18 %      | 36 %      | 36 %        |

### Amplification de la crise fin 1997

Pays les plus fortement touchés par la crise économique en orange.

Après les Tigres, la crise s’étend aux Dragons (Hong Kong, Corée du Sud), le won perd 50 % face au dollar au mois de novembre. Fin 1997, 12 pays émergents sont touchés (Tigres, Dragons, Brésil, Argentine, Inde). En octobre 1997, l'autorité monétaire de Hong Kong soutient sa bourse en achetant massivement des actions (15 milliards de dollars) pour soutenir les cours ; ceci n'était pas permis dans ses statuts mais a été exceptionnellement autorisé par le gouvernement chinois : les hedge funds subissent de lourdes pertes. On observe une accalmie début 1998, puis un redémarrage. L’Indonésie s’enfonce sous Suharto qui augmente le déficit budgétaire (32 %) pendant la politique d’austérité du FMI (aide de 40 milliards de dollars). La crise devient politique et Suharto doit démissionner.
Au printemps, la crise passe de la sphère financière, qui a détruit en quelques mois un total de 600 milliards de dollars, à la sphère de l’économie réelle. L’effondrement monétaire et financier réduit considérablement le pouvoir d’achat des populations qui n’ont plus accès au crédit (manque de liquidités des banques, taux d’intérêts élevés).
Durant l’été, la contagion internationale se confirme, le risque est systémique, et aboutit au krach russe : le rouble se déprécie fortement, la hausse des prix à la consommation, pourtant maîtrisée en 1997 (11 %), explose à 80 % l’année suivante. La crise est aussi politique et le remboursement de la dette externe du pays se fait par l’émission de GKO (bons du Trésor russe), dont le service occupe par la suite 35 % des dépenses budgétaires. L’État russe se met en cessation de paiements en 1998.
Les économies asiatiques alimentant fortement la demande mondiale en biens d’équipements mais aussi en matières premières (hydrocarbures), la crise de 1997 provoque une baisse de la demande mondiale et donc une chute du cours des matières premières et des hydrocarbures. La crise devient mondiale. Si les bourses du monde entier subissent le contrecoup de la crise, il n’est pas pour autant évident qu’elle ait eu un impact sur l’économie réelle des grandes puissances industrielles. La chute des exportations est certes touchée par la diminution des importations asiatiques, le commerce international ne croît que de 3,8 % entre 1997 et 1998 (10 % sur l’année précédente), mais ce ralentissement est de courte durée. Avant tout, les grandes puissances industrielles se sont appuyées sur leur demande interne et un pays comme la France a enregistré un taux de croissance de 3,2 % en 1998. En outre, la dévaluation des monnaies asiatiques entraîne la dépréciation des actifs de ces pays, et offre donc des opportunités de rachats d’entreprises pour les puissances industrielles à monnaie forte. Alors que le monde occidental craignait un déferlement des exportations asiatiques sur leurs marchés (du fait de la dévaluation des monnaies de la zone, les exportations asiatiques gagnaient en compétitivité), c’est le contraire qui s’est produit, les exportations des dragons et tigres n’augmentant guère, du fait de la faiblesse de l’investissement due à l’assèchement des liquidités disponibles dans ces pays (« credit crunch » dû à la fuite des capitaux), ne permettant pas une hausse de la production. L’impact de la crise asiatique sur le monde est donc demeuré tout relatif.

### Les «aides» des institutions financières internationales
Alors que les NPI étaient en crise depuis plusieurs mois, le FMI commença tardivement par négocier son aide, imposant la suppression de tous les dispositifs d’intervention de ces États dans leurs économies, interventions qui avaient permis la forte croissance des décennies précédentes, et dont le FMI reconnut plus tard qu’elles ne jouaient en rien un rôle néfaste dans la crise. La Thaïlande, la Corée et l’Indonésie ont été les premiers à faire appel au FMI à la suite des évènements de l’été de 1997 puisqu’ils étaient les plus gravement blessés. L’aide fournie par le fonds se divise en trois parties différentes : le financement, les politiques macroéconomiques et les réformes structurelles. En effet, parmi les quelque 120 milliards de dollars américains fournis par plusieurs organismes, pour aider ces trois pays, le fonds a donné 35 milliards de dollars. La revue Sciences humaines estime, toutefois, que le montant total accordé par le FMI, pour désamorcer cette crise, se chiffrait à plus de 100 milliards de dollars. Pour lutter contre le risque de l'aléa moral (moral hazard, en anglais), l'institution internationale recommande, en contrepartie, que des politiques économiques efficaces  doivent être prises par les gouvernements des pays concernés afin que de telles crises n'auront pas lieu. Ensuite, une limite étroite a été mise en place par rapport à la politique monétaire « pour enrayer l’effondrement des taux de change, bien supérieur à ce que les paramètres fondamentaux auraient justifié, et empêcher que la dépréciation de la monnaie ne déclenche une spirale inflationniste qui serait venue alimenter la poursuite de la dépréciation ». De plus, quelques réformes institutionnelles et financières, vivement critiquées pour leurs « impacts contre-productifs », ont été proposées aux pays pour qu’ils puissent se rediriger vers la voie de la croissance économique. Ces stratégies incluaient la fermeture de plusieurs établissements financiers en déficit en appuyant ceux qui sont plus stables et une surveillance plus stricte aux institutions bancaires. 
Cette baisse des budgets entraîna de très nombreux licenciements de fonctionnaires. Le FMI exigea de plus une épuration drastique de certains secteurs (la Corée du Sud devait supprimer 50 % des emplois de son secteur bancaire).
Mais la destruction aussi massive des structures économiques de ces pays provoqua une panique supplémentaire dans les milieux financiers. En effet, l’ampleur des réformes demandées par le FMI à des économies jugées saines jusqu’alors (et qui l’étaient) firent croire que la situation était réellement catastrophique aux investisseurs, et ceux-ci amplifièrent le mouvement de retrait, au lieu de revenir dans la zone (« Au lieu d’éteindre les flammes, le FMI a crié « Au feu ! » en plein théâtre », Jeffrey Sachs,.
Selon Joseph E. Stiglitz, le FMI a correctement diagnostiqué les crises financières d'Amérique latine dans les années 1980. Le FMI a imposé correctement l'austérité budgétaire et le resserrement des politiques monétaires, suivant le précepte néo-libéral du "consensus de Washington", comme une condition préalable pour recevoir une aide. Mais le FMI a imposé les mêmes exigences sur la Thaïlande et en Asie, même si les pays est-asiatiques ont des excédents budgétaires. Ces politiques inappropriées ont aggravé la crise. En rétrospective, l’audit du Bureau indépendant d’évaluation du FMI a aussi jugé ces demandes mal avisées, exagérées et ne touchant pas au cœur du problème. La crise financière asiatique remit en question le consensus de Washington et son approche politique de "one size fits all" (taille unique) pour les pays en voie de développement. Les crises futures verraient une approche plus pragmatique par le FMI de la politique macroéconomique, combinée avec davantage l'accent sur les réformes structurelles, y compris une meilleure gouvernance, de meilleures normes comptables, les lois sur la faillite simplifiées et la réforme des marchés financiers - avant la libéralisation du compte capital,.

## Conséquences sur les économies des pays asiatiques
Les grandes entreprises dans la région, suivant la dépréciation des monnaies, ont commencé à faire face à des difficultés financières graves. En effet, la Thaïlande commence en fermant seize organisations bancaires en juin et vers la fin de l’année, elle enregistre, sur ses 58 banques, 56 fermetures qui causent la perte d’emploi de 6 000 d'employés sans compter les firmes qui ont fait faillite; la Corée du Sud perd plusieurs compagnies de longue date incluant une de ses plus grands constructeurs automobile (Kia) et Hanbo Steel ; l’Indonésie, quant à elle, est obligée de fermer seize institutions financières, sous pression du FMI. Bien que la crise ait frappé moins fort aux Philippines, elle a aussi dû faire flotter sa monnaie et en subir les conséquences. 

### Les Dragons résistent mieux à la crise

#### La Corée du Sud a fondé son développement industriel sur les grands conglomérats
Le capitalisme privé est étroitement lié à l’État. Les banques bien que privées sont ainsi sous tutelle. L’industrie coréenne repose sur de grands conglomérats (Chaebols) qui recherchent plus la conquête de parts de marché que le profit. Les résultats ont souvent été exceptionnels (hausse des capacités de production dans la sidérurgie, l’automobile, la construction navale et les composants électroniques). Toutefois, la Corée subit une perte de compétitivité (hausse des salaires, appréciation du won par rapport au dollar) dans les années 1980. La politique d’IPE jusqu’alors justifiée par l’étroitesse du marché trouve ses limites, les exportations diminuent avec des importations grandissantes et la balance commerciale devient négative. Malgré une forte épargne intérieure, l’État et les entreprises s’endettent considérablement. Les capitaux affluents à court terme, les banques de plus en plus autonomes fournissent en outre des crédits insoucieux. Les entreprises ne se soucient pas de la rentabilité de leurs investissements. Malgré ces indicateurs, le pays reste une destination profitable des investissements et cent milliards de dollars sont investis de l’étranger en Corée du Sud en 1996,,.
Quand la crise touche le pays, la fuite des capitaux (20 milliards sur l’année 1997) et la chute de la monnaie sont catastrophiques (Kia Motors fait faillite, manque d’emmener avec elle la First Bank of Korea). 
Afin de faire face à la crise et d'accélérer le remboursement de sa dette, une campagne nationale de collecte d'or a été lancée en janvier 1998. Cette initiative a permis de réunir environ 225 tonnes d'or, avec la participation de 3,49 millions de personnes à travers le pays. La valeur des fonds récoltés s'élevait à 21,7 milliards de dollars selon le taux de change de l'époque.
Grâce aux réformes économiques mises en place et à cet effort collectif, la Corée du Sud a pu rembourser l'intégralité de sa dette envers le FMI en août 2001, soit trois ans avant l'échéance prévue.
Des restructurations drastiques ont lieu : élimination des créances douteuses des banques, règles prudentielles ainsi que recapitalisation, licenciements massifs (un tiers des employés du secteur des banques au total, par exemple).

#### Taïwan: la résistance à la crise
Avec une croissance de 8 % au cours des 40 années précédant la crise, la politique de Taïwan a été un succès. Ce succès est dû à une association privé/public intelligente, à un financement de l’investissement prudent (dette maîtrisée : ratio de la dette de 80 % face aux 300 % coréens), et la politique de change de la Banque centrale a freiné intelligemment l’appréciation de la monnaie. Outre cela Taïwan a presque échappé à la crise, les risques étant mieux répartis (95 % des entreprises sont des PME, seuls deux grands groupes Evergreen et Acer), l’ouverture financière y était de plus mieux maîtrisée (privilège d'IDE, et contrôle des investissements de portefeuille).

#### Hong Kong
À Hong Kong le dollar de Hong Kong a gardé son lien fixe ('peg') avec le dollar américain (depuis 1983) et n'a pas été dévalué, la banque centrale de Hong Kong n’émettant de la monnaie nationale qu'en proportion de ses réserves en devises et en or. Durant l'année 1997 le PIB de Hong Kong a augmenté de 5 %, a baissé de 5,3 % en 1998 et est reparti vigoureusement à la hausse durant les années suivantes.

### Les Tigres ou la croissance trop rapide et mal maîtrisée

#### La Thaïlande: une croissance déséquilibrée, présage de la crise
Si la croissance tourne aux alentours de 10 %, elle souffre de nombreux déséquilibres et d’un déficit de la balance des paiements courants de 8 % du PIB. Industriellement parlant, avec son manque de main-d’œuvre qualifiée, le pays est l’exemple-type du pays atelier (textile et montage électronique) : la valeur ajoutée des exportations est faible, les FMN ne transfèrent aucune technologie et le pays va souffrir de la concurrence chinoise. Sur le plan financier, la Thaïlande a mis en place en 1993 le Bangkok International Banking Facilities, centre financier offshore chargé de concurrencer Singapour. Il devait servir aux investisseurs étrangers désireux de faire des affaires dans toute l’Asie. Cependant, les Thaïlandais s’en sont servis pour investir chez eux, ce qui a créé une bulle financière et immobilière dans le pays (la moitié des logements créés n'ont pas trouvé preneur). Les banques thaïlandaises se sont chargées de créances douteuses. La collusion entre l’État et les milieux des affaires a été malsaine et a en partie entravé la mise en place de mesures efficaces. C'est dans ce contexte que la crise éclate pendant l'été 1997.
La crise a fait subir à la Thaïlande des conséquences économiques et sociales sérieuses. En effet, le pays enregistre une hausse significative du taux de chômage, chiffre qui était presque inexistant, affectant généralement les familles thaïlandaises ayant des jeunes enfants. Les familles se retrouvent dans une situation où ils ont moins de revenus, mais les prix de la nourriture augmentent significativement (10 %). L’insuffisance pondérale chez les enfants augmente de 7.9 % à 11,8 % et il y a un déclin de 9 % dans la fréquentation des écoles. Le gouvernement en place perd, inévitablement, sa crédibilité et le Premier ministre  du pays Chawalit Yongchaiyut démissionne pour donner sa place à un dirigeant, Chuan Likphai, qui était plus intéressé par regagner la confiance des investisseurs que de restaurer la situation sociale de son peuple ,,. 

#### L’Indonésie ou la faillite du plan Soeharto

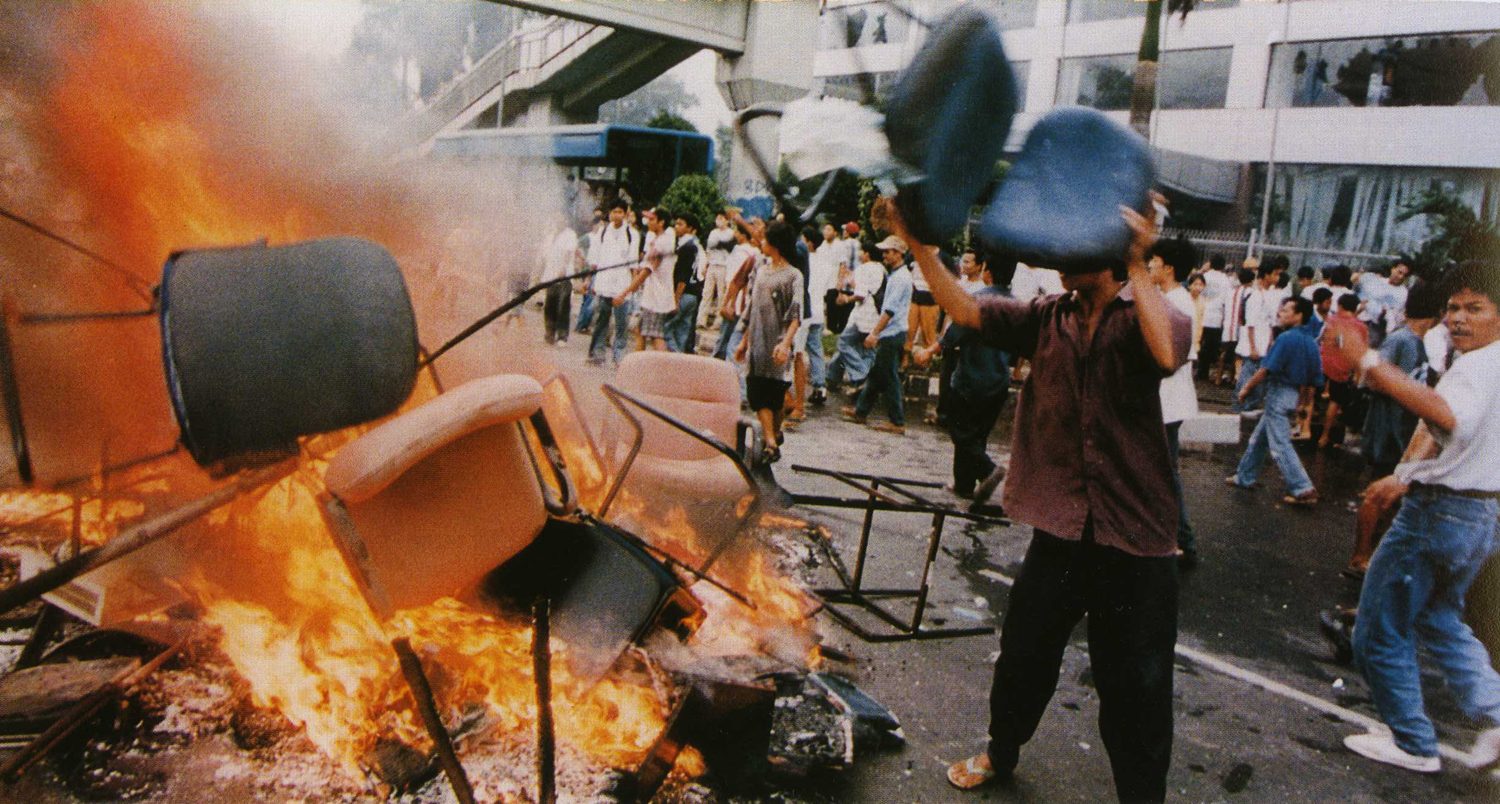
Émeutes de Jakarta de mai 1998.

L’Indonésie fait partie des pays les plus touchés par la crise asiatique en 1997. En effet, avec une dépréciation de sa monnaie de plus de 500 %, le pays subi une baisse significative de croissance allant de 7.8 % en 1996 à -13 % en 1998. Ce déclin surprend les organismes internationaux comme la Banque mondiale qui s’inquiètent de l’ampleur d’un déclin aussi majeur par rapport à la taille de l’Indonésie. De plus, le gouvernement de l’Indonésie, dirigé par Suharto, perd sa crédibilité lorsque le taux d’inflation monte à 78 % et le taux de chômage atteint 6 % sans une initiative concrète pour remédier à la situation. Ce sont ces conséquences de la crise qui ont contribué à la hausse de pauvreté du pays forçant les parents à retirer leurs enfants des écoles et des hôpitaux. Malgré une croissance de 7 % et la rente pétrolière, certains groupes sont privilégiés et la corruption le clientélisme dominent. Camdessus parle de « relations incestueuses entre l’État, les banques et les entreprises » (bad governance selon le consensus de Washington). En outre, la réglementation financière n’existe pas, la réforme agricole s’essouffle dans les années 1990 et la place économique prétendument dominante des Chinois pourtant minoritaires provoque le mécontentement de la population… Le bilan de la crise y est très lourd, avec un endettement de 138 milliards de dollars (rééchelonnement aux clubs de Paris et de Londres), un PIB en chute de près de 14 % sur un an. Les plans Soeharto, incohérents et catastrophiques, feront de l’Indonésie le pays le plus touché par la crise.

### Les Philippines
Pendant que les autres nations de l’Asie se réjouissaient de la croissance économique dans les années suivant la guerre, les Philippines se retrouvaient toujours en arrière des autres. En effet, on avait surnommé le pays « the Sick Man of Asia » en raison de ses difficultés économiques durant l’essor de ses voisins. Le pays a prouvé être plus résistant que les autres pays à la crise notamment grâce à son passé de crises pendant les années 1980 qui l’ont amené à adopter des réformes pour gérer son économie. 

#### Les pays épargnés
Certains pays ont été relativement épargnés par la crise, par exemple la Chine et le Vietnam. La Chine avait déjà fortement dévalué sa monnaie en 1994, avait (et a toujours) un très important excédent de sa balance des paiements et n’avait pas aboli les contrôles des mouvements de capitaux.
La Chine a réussi, malgré les prédictions contraires, à échapper à la crise asiatique en 1997. En effet, pourvu que le pays présentât les mêmes problèmes structurels que ses voisins en crise, l’estimation des observateurs était que la Chine souffrirait le même sort. Cependant, le pays parvint à garder son économie dans un bon état indépendamment du chaos autour. La dette externe de la Chine, contrairement aux autres États de l’Asie du Sud-est, était plus de long terme donc rendait le pays moins vulnérable aux retraits massifs des investissements. De plus, le pays enregistrait des surplus dans ses comptes courants et commerciaux depuis quelques années qui ont permis au pays de se protéger contre la dépréciation de sa monnaie et de la hausse des taux d’intérêt .

## Conséquences humaines et sociales
|                | Corée du Sud | Indonésie |
| -------------- | ------------ | --------- |
| Chômage (1997) | 2,6 %        | 4 %       |
| Chômage (1999) | 7,6 %        | 12 %      |

Selon l’Organisation internationale du travail, vingt-quatre millions de personnes se retrouvent au chômage du fait de la crise. Vingt millions se retrouvent pauvres. Le désespoir pousse les populations à toutes les extrémités : suicide, mais aussi prostitution infantile (+ 20 % en un an en Thaïlande). La crise génère également une hausse de l’abandon scolaire et du nombre d’enfants mis au travail aux Philippines, en Thaïlande et en Indonésie. Le désespoir est tel et les sociétés tellement marquées, que les conséquences se font encore sentir dix ans après.
À l’autre bout de l’échelle sociale, on constate au contraire un enrichissement et un divertissement nés de la crise. La volatilité des marchés asiatiques pendant cette période est considérée comme divertissante par les investisseurs. Les entreprises de ces pays furent vendues à très bas prix immédiatement après le lancement du plan du FMI, permettant ainsi d’enrichir les multinationales les rachetant. Les entreprises publiques furent aussi privatisées, ce qui était le but visé par le Trésor américain, les entreprises américaines étant parmi les principales bénéficiaires de ces privatisations.

### Émeutes et pillages
La panique et le bouleversement économique sont tels que dans plusieurs villes, des centres commerciaux sont pillés. L’un d’eux, à Jakarta, est la proie d’un incendie pendant le pillage et plusieurs centaines de personnes y meurent brûlées vives. Dans plusieurs pays, la diaspora chinoise est jugée responsable. À Jakarta, des Chinoises sont la cible de viols collectifs et les émeutes causèrent la mort de plus de 1 200 personnes, la plupart dans l'incendie du centre commercial "Mega Mall" dans une ville nouvelle à l'ouest de Jakarta345.

### Suicides
La crise, faisant perdre leur emploi à des millions de personnes, provoqua des vagues de suicide, particulièrement chez les personnes de plus de 60 ans, se sentant un fardeau pour leur famille. L’emploi tenant une place beaucoup plus importante dans la détermination du statut social dans ces pays, le choc est d’autant plus grand. La Corée du Sud connaît ainsi une hausse de 50 % du nombre de suicides entre 1996 et 1997, les autorités affirmant sous-estimer les chiffres (le suicide collectif d’une famille compte pour un suicide, les autres morts sont des meurtres). Une hausse des faits de délinquance, crimes et des délinquances juvéniles a aussi été constatée.
En 2008, la Corée du Sud conserve le taux de suicide le plus élevé des pays de l’OCDE (36 suicides pour 100 000 habitants par an). C’est devenu la quatrième cause de mortalité du pays, et chaque année depuis 1997, 10 à 13 000 personnes se suicident en Corée, et un tiers de ces suicides sont imputables à la crise.

## Conséquences politiques
C’est l’ère de la récession pour plusieurs économies de l’Asie de l’Est et plusieurs perspectives de la crise s’établissent dans les sociétés et gouvernements occidentaux et asiatiques provocants des changements d’attitudes pour les deux. 
Pour les tenants du consensus de Washington, cette crise fut considérée comme la démonstration que le capitalisme libre et non-régulé était la seule possibilité, sans alternative, de développement économique, après la disparition du communisme et l’effondrement de ces pays asiatiques qui pratiquaient une troisième voie. Michel Camdessus et Alan Greenspan estimaient que la crise était positive, car elle permettait d’imposer rapidement un modèle où l’État n’intervenait pas dans l’économie,. Ce ne sont pas seulement les États-Unis qui ont condamné les façons de faire des pays asiatiques, l’Australie a aussi tourné le dos à l’Asie en appuyant les condamnations des Américains qui attaquaient les gouvernements asiatiques. Ces perspectives ont, inévitablement, encouragé les investisseurs qui étaient très impliqués dans la région de retirer leurs capitaux et fuir. Les pays asiatiques, trahis par les investisseurs étrangers, commencent à développer une attitude anti-occidentale. En effet, les sociétés asiatiques conclues que les investisseurs occidentaux ne sont pas fiables puisqu’ils disparaissent en cas d’urgence. De plus, beaucoup reprochent George Soros, le fondateur d’un des plus grands fonds d’investissements au monde (Quantum Group of Funds), d’être une des causes de la chute de la monnaie thaïlandaise. En effet, Soros était parmi ceux qui avaient parié contre la monnaie asiatique, notamment la monnaie thaïlandaise, avant le début de la crise. La chute de la monnaie thaïlandaise signifie une victoire pour Soros donc le milliardaire a été accusé d’avoir utilisé ses relations politiques pour faciliter la crise . Les soupçons et incertitudes envers les pays occidentaux ont donc augmenté. 
En Corée du Sud, la crise provoqua un épisode de politique vaudou. Les négociations avec le FMI eurent lieu pendant les élections présidentielles, et les quatre principaux candidats durent signer une promesse de suivre le traitement de choc du FMI pour que la Corée du Sud puisse obtenir son aide. L'engagement incluait une clause de diminution de la réglementation relative aux licenciements alors que des grèves massives en 1996 avaient empêché le gouvernement d’adopter une mesure similaire. Ainsi, le vote du peuple coréen n'eut aucune influence sur la politique économique suivie par le gouvernement qu'il élisait.
En Indonésie, les émeutes amenèrent les proches de Soeharto à démissionner le 21 mai 1998.
Cette crise, son déroulement pendant lequel les institutions financières internationales s'abstinrent de jouer leur rôle, et ses conséquences jouèrent un rôle important dans le développement de l’altermondialisme. Elle poussa les pays du Sud à refuser les nouvelles mesures de libéralisation des marchés mondiaux proposées par l’OMC à Seattle en 1999 ,. 10 - 15 ans après la crise financière asiatique, beaucoup des lignes de faille ayant causé ou provoqué une crise systémique restent à étudier.

### Documentaires
- "Faites sauter la banque", documentaire de Pascal Vasselin sur les rouages humains et financiers d'une bulle spéculative et d'un krach, dans l'exemple de la crise asiatique de 1997. Diffusé en 2002 sur la chaîne franco-allemande Arte et sur la chaîne britannique BBC.